# Tournoi d'ouverture du championnat d'Argentine de football 1993
Navigation
Tournoi précédent Tournoi suivant
Le tournoi d'ouverture de la saison 1993 du Championnat d'Argentine de football est le premier tournoi semestriel de la 64e édition du championnat de première division en Argentine. Les vingt équipes sont regroupées au sein d'une poule unique où elles affrontent une fois chacun de leurs adversaires. Il n'y a ni promotion, ni relégation à l'issue de ce tournoi.
C'est le River Plate qui remporte le tournoi après avoir terminé en tête du classement final, avec un seul point d'avance sur un duo composé du tenant du titre, Velez Sarsfield et du Racing Club. C'est le 25e titre de champion d'Argentine de l'histoire du club.

## Qualifications continentales
Le vainqueur du tournoi Ouverture est qualifié pour la Copa Libertadores 1995.

## Les clubs participants
| \| Buenos Aires La Plata Rosario Córdoba Salta Corrientes \| Villes représentées lors de la saison 1993-1994 |
| Buenos Aires La Plata Rosario Córdoba Salta Corrientes                                                       |

- Argentinos Juniors
- Gimnasia y Esgrima (La Plata)
- Rosario Central
- Belgrano (Córdoba)
- Boca Juniors
- Ferro Carril Oeste
- Estudiantes (La Plata)
- Deportivo Español
- Independiente
- Lanús
- Newell's Old Boys (Rosario)
- Platense
- Racing Club
- San Lorenzo de Almagro
- Deportivo Mandiyú (Corrientes)
- Huracán
- River Plate
- Vélez Sársfield
- Banfield - Promu de Primera B Nacional
- Gimnasia y Tiro (Salta) - Promu de Primera B Nacional

## Compétition
Le barème utilisé pour établir le classement est le suivant :
- Victoire : 2 points
- Match nul : 1 point
- Défaite : 0 point

### Classement
| Rang | Équipe                         | Pts | J  | G | N  | P | Bp | Bc | Diff |
| ---- | ------------------------------ | --- | -- | - | -- | - | -- | -- | ---- |
| 1    | River Plate                    | 24  | 19 | 9 | 6  | 4 | 29 | 17 | +12  |
| 2    | Vélez SársfieldT               | 23  | 19 | 8 | 7  | 4 | 19 | 14 | +5   |
| 3    | Racing Club                    | 23  | 19 | 8 | 7  | 4 | 23 | 20 | +3   |
| 4    | Boca Juniors                   | 22  | 19 | 8 | 6  | 5 | 25 | 12 | +13  |
| 5    | Independiente                  | 22  | 19 | 7 | 8  | 4 | 27 | 20 | +7   |
| 6    | Lanús                          | 22  | 19 | 6 | 10 | 3 | 23 | 18 | +5   |
| 7    | Gimnasia y Esgrima (La Plata)  | 21  | 19 | 6 | 9  | 4 | 21 | 15 | +6   |
| 8    | San Lorenzo de Almagro         | 21  | 19 | 8 | 5  | 6 | 23 | 20 | +3   |
| 9    | BanfieldP                      | 20  | 19 | 6 | 8  | 5 | 20 | 17 | +3   |
| 10   | Ferro Carril Oeste             | 19  | 19 | 4 | 11 | 4 | 17 | 20 | -3   |
| 11   | Argentinos Juniors             | 18  | 19 | 4 | 10 | 5 | 23 | 20 | +3   |
| 12   | Huracán                        | 18  | 19 | 5 | 8  | 6 | 22 | 23 | -1   |
| 13   | Deportivo Mandiyú (Corrientes) | 17  | 19 | 5 | 7  | 7 | 25 | 24 | +1   |
| 14   | Platense                       | 17  | 19 | 4 | 9  | 6 | 22 | 24 | -2   |
| 15   | Newell's Old Boys              | 17  | 19 | 4 | 9  | 6 | 16 | 22 | -6   |
| 16   | Gimnasia y Tiro (Salta)P       | 16  | 19 | 5 | 6  | 8 | 16 | 25 | -9   |
| 17   | Belgrano (Córdoba)             | 16  | 19 | 4 | 8  | 7 | 18 | 30 | -12  |
| 18   | Rosario Central                | 15  | 19 | 2 | 11 | 6 | 15 | 24 | -9   |
| 19   | Deportivo Español              | 15  | 19 | 3 | 9  | 7 | 8  | 20 | -12  |
| 20   | Estudiantes (La Plata)         | 14  | 19 | 3 | 8  | 8 | 16 | 23 | -7   |

|  | Qualification directe pour la Copa Libertadores 1995 |
|  | T : Tenant du titre P : Club promu de Primera B      |

## Bilan de la saison
| Championnat d'Argentine de football 1993 |                         |
| Champion                                 | River Plate (25e titre) |
| Qualifications continentales             |                         |
| Copa Libertadores 1995                   | River Plate             |
| Promotions et relégations                |                         |
| Promus en Primeria Division              | Aucun                   |
| Relégués en Segunda Division             | Aucun                   |